# نادیا کومانچی
نادیا اِلِنا کومانِچی (به رومانیایی: Nadia Elena Comăneci) (زادهٔ ۱۲ نوامبر ۱۹۶۱ در اونشت، رومانی) ژیمناست اسطوره‌ای اهل کشور رومانی است. او برندهٔ ۵ مدال طلای مسابقات ژیمناستیک المپیک و نخستین ژیمناستی است که توانست در مسابقات المپیک امتیاز کامل ۱۰ را کسب کند.

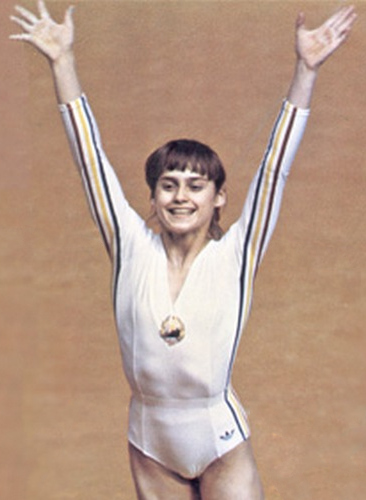
نادیا کومانچی در مسابقات و در حین انجام حرکات ژیمناستیک

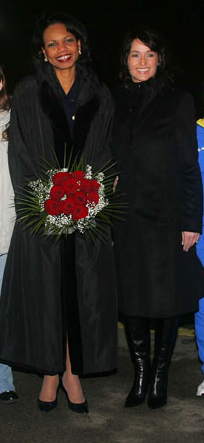
نادیا کومانچی (راست) و کاندالیزا رایس، وزیر امور خارجهٔ وقتِ ایالات متحدهٔ آمریکا

وی در المپیک سال ۱۹۷۶ در مونترآل کانادا جمعاً ۵ نشان شامل ۳ مدال طلا و یک نقره و یک برنز دریافت کرد و ۴ سال بعد در المپیک ۱۹۸۰ در مسکو نیز به ۲ مدال طلا در حرکات زمینی و چوب موازنه و یک مدال نقره در مجموع انفرادی و یک نقرهٔ تیمی دست یافت.
کومانِچی در نوامبر ۱۹۸۹ تنها چند هفته پیش از انقلاب رومانی و سقوط چائوشسکو، از این کشور فرار کرد و در ایالات متحده سکنی گزید. او در سال ۱۹۹۶ با بارت کانر، یک ژیمناست آمریکایی، ازدواج کرد و در سال ۲۰۰۱ به تابعیت ایالات متحده آمریکا درآمد. البته کومانِچی هم‌چنان شهروند رومانی هم باقی‌مانده‌است. او در سال ۲۰۰۳ کتابی با عنوان نامه‌هایی به یک ژیمناست جوان منتشر کرد. تنها فرزند نادیا در سال ۲۰۰۶ به دنیا آمد.

## زندگی‌نامه
نادیا اِلنا کومانچی در ۱۲ نوامبر ۱۹۶۱، در اونشت، یک شهر کوچک در کوه‌های کارپات، در شهرستان باکائو، رومانی، در منطقه تاریخی مولداوی غربی متولد شد. او یک برادر کوچکتر نیز دارد. والدین وی در دهه ۱۹۷۰ از هم جدا شدند و پدرش بعداً به بخارست، پایتخت نقل مکان کرد. او و برادر کوچکترش آدریان در کلیسای ارتدکس رومانی پرورش یافتند. اشتفانیا، مادر نادیا، در مصاحبه‌ای در سال ۲۰۱۱ گفت که دختر خود را در کلاس‌های ژیمناستیک ثبت کرد، زیرا او کودکی بود که آنقدر سرشار از انرژی و فعال بود که مدیریت آن دشوار بود. کومانچی پس از سالها مسابقات ورزشی در بالاترین سطوح قهرمانی، از دانشگاه دانشگاه پلی‌تکنیک بخارست با مدرک تحصیلات ورزشی فارغ‌التحصیل شد، و مدرک مربیگری ژیمناستیک به وی اعطا شد.

## مهارت‌های ویژه
کومانچی به خاطر شیوهٔ بی‌نقص، مهارت‌های خلاقانه دشوار و ابتکارش، روش انتقاد از خود و رفتار خونسردش در رقابت شناخته شده بود. روی میله تعادل، او اولین ژیمناستی بود که یک سری پشتک هوایی از جلو بدون تماس دست به میله و چرخ و فلک معلق نیم وارو در هوا را با موفقیت انجام داد.

## کتاب و فیلم
- خاطرات کومانچی در سال ۲۰۰۴، نامه‌هایی به یک ژیمناست جوان بخشی از مجموعه هنر راهنمایی است که توسط بیسیک بوکز (Basic Books) انجام می‌شود.
- کتی هولمز، یک مستند کوتاه در سال ۲۰۱۵ برای شبکه ورزشی آمریکایی ای‌اس‌پی‌ان دربارهٔ کومانچی با عنوان شاهزاده ابدی کارگردانی کرد که برای اولین‌بار در جشنواره فیلم تریبِکا به نمایش درآمد.
- در سال ۲۰۱۶ آرت فرانسه یک مستند در مورد کومانچی با عنوان «نادیا کومانچی: ژیمناست و دیکتاتور» (به انگلیسی: Nadia Comăneci: The Gymnast and the Dictator) تولید کرد.
- در سال ۱۹۸۴، کومانچی موضوع یک فیلم بیوگرافی تلویزیونی غیرمجاز، به نام نادیا بود. این فیلم بدون دخالت یا اجازه او ساخته شد (اگر چه دیگران به توصیف محتوای فیلم او پرداختند). او بعداً علناً اظهار داشت که تهیه‌کنندگان «هرگز با من ارتباط برقرار نکرده‌اند… اگر صادقانه بگم من حتی نمی‌خواهم آن را ببینم، احساس خیلی بدی نسبت به آن دارم. این فیلم زندگی من را کاملاً تحریف می‌کند.»
- در سال ۲۰۱۲، استودیو فیلم‌سازی یونیورسال پیکچرز نادیا را برای دوبلهٔ مادربزرگ نورما به زبان رومانیایی در فیلم انیمیشن لوراکس انتخاب کرد.